# Banshee
Banshee (hoặc Banchee; Ban-shee), từ Ireland: bean sí nghĩa là "người đàn bà của địa ngục" hoặc "Quỷ Báo Tử") là một nữ linh hồn trong thần thoại Ireland (Ái Nhĩ Lan), thường được coi là kẻ báo tin cho cái chết của một thành viên trong gia đình bằng tiếng khóc than, kêu thét, ai oán. Tên của mụ liên quan tới những nấm mồ hay những gò đất được nằm rải rác ở những vùng quê Ireland, còn được gọi là Síde trong thần thoại Ireland cổ.

## Mô tả
Có rất nhiều thông tin cũng như lời đồn về bề ngoài của Banshee (Quỷ Báo Tử). Đôi lúc, mụ ta có mái tóc trải dài như dòng suối và mặc một chiếc áo choàng xám phủ đầu với chiếc đầm xanh lá cây, đôi mắt của mụ có màu đỏ do khóc than. Nhưng đôi lúc thì mụ ta lại mặc đồ trắng với mái tóc đỏ và nước da nhợt nhạt. Dựa theo câu trả lời trực tiếp từ những người dân Iceland, thường thì Banshee sẽ giả dạng biến thành những cô gái trẻ với giọng hát ngọt ngào, và được giao cho một nhiệm vụ bởi một thế lực vô hình-trở thành một người đi báo tin cho một thành viên trong một gia đình nào đó về số phận bất hạnh của họ, hoặc người có thể nhìn thấy mụ vào ban đêm dưới hình hài một người phụ nữ trùm kín, ngồi nép dưới một góc cây, than khóc với khuôn mặt bị che đi hoặc bay nhanh qua ánh trăng, khóc than một cách cay đắng. Và tiếng khóc của mụ được cho là một thứ âm thanh thê lương nhất trên thế giới và báo hiệu một cái chết chắc chắn sẽ đến tới một thành viên trong gia đình nào đó khi họ nghe được tiếng khóc ấy trong đêm.

## Truyền thuyết
Các nhà sử gia đã nghiên cứu và phát hiện ra những câu truyện đầu tiên về Banshee vào những thế kỷ VIII, được dựa trên một truyền thuyết về những người phụ nữ cất tiếng hát thê lương để khóc than cho linh hồn những con người mới chết. Và họ được gọi là "những người khóc than", họ làm công việc này chỉ để kiếm rượu. Vì vậy, Họ bị phán xét là những kẻ có tội và bị trừng phạt trở thành Banshee. Dựa theo những truyền thuyết về Banshee, nếu như mụ ta bị nhìn thấy thì mụ sẽ tan biến thành sương mù, tạo nên một âm thanh tương tự như tiếng chim vỗ cánh. Truyền thuyết còn nói rằng, Banshee không gây nên cái chết, mà chỉ là người báo tin.
Tuy nhiên, cũng có loại Banshee Tốt và Xấu, không phải tất cả đều bị căm ghét. Có một số thì luôn đi theo gia đình của mình khi còn sống và tiếp tục bảo vệ khi họ qua đời. Những Banshee này xuất hiện dưới hình hài của một cô gái xinh đẹp với một giọng hát thê lương nhưng bên trong họ lại chứa đựng đầy tình yêu thương và lo lắng cho gia đình họ. Khúc hát Tử Thần đó có thể sẽ vang lên trước vài ngày để báo hiệu cái chết và đa số chỉ những người được dự báo mới có thể nghe được Khúc hát này. Bên cạnh đó, là những loài Banshee độc ác và đầy căm phẫn, khi còn sống bọn họ có những lý do riêng để căm ghét gia đình của mình và hiện ra với hình hài méo mó, đáng sợ chứa đựng lòng căm thù. Tiếng "tru" của mụ cũng đủ để làm bạn sợ lạnh sống lưng, còn ghê hơn hình hài của mụ. Những Banshee này thường sẽ ăn mừng "Tương lai" của những con người bị chết một cách miễn cưỡng
Ngoài ra, Huyền thoại Iceland còn thuật lại rằng Banshee là linh hồn của một cô gái trẻ đã phải chịu đựng một cái chết cay đắng và linh hồn cô ta bị lưu lạc để đi báo hiệu cái chết sắp xảy ra. Mụ ta xuất hiện là một bà già với hàm răng gãy rụng và có móng tay dài, mặc một cái giẻ rách và có đôi mắt đỏ như máu chứa đựng lòng hận thù, nhìn thẳng vào mắt bạn và bạn sẽ phải chết ngay lập tức. Miệng của mụ luôn mở và phát ra tiếng hét the thé như thể dày vò linh hồn của người còn sống.
Dựa theo một vài câu chuyện, có những loại Banshee quỷ quyệt, chúng sẽ cảm thấy thoả mãn, sung sướng khi chiếm đoạt mạng sống, và chúng tích cực tìm kiếm những nạn nhân xấu số để khóc than khiến họ phải tự tử hoặc trở nên điên dại. Có những loại còn xé con người ra làm nhiều mảnh và những hành động khủng khiếp đó được áp dụng vào ngành công nghiệp phim Kinh Dị hiện nay. Có thể rất quan trọng khi nhớ rằng Banshee không mang đến cái chết, tuy nhiên chúng sẽ cảnh báo và cho chúng ta thời gian để chuẩn bị cho những điều sắp xảy ra

## Sự che giấu
Không một ai thực sự biết Banshee biết được cái chết để báo hiệu từ đâu. Một giả thuyết đã cho rằng, mỗi thành viên trong gia đình đều có một "người theo dõi" riêng, người đó sẽ đi theo họ và báo cáo lại cho Banshee. Tuy nhiên, những câu chuyện về Banshee đã mất dần và hiện tại nó chỉ được xem như một câu truyện ma để hù trẻ em trước khi giờ đi ngủ.
Nhiều thế kỷ trước, niềm tin vào Banshee đã được truyền đi rộng rãi khắp Iceland và những người không tin sẽ được cho là báng bổ. Có lẽ, ông/bà của bạn sẽ vẫn còn giữ niềm tin về Banshee chăng? Còn lại chúng ta, truyền thuyết về Banshee được cho là hoang đường và mê tín, vì vậy nếu như bạn thích ra ngoài vào ban đêm ở Iceland và không may nghe được tiếng hét xé da xé thịt của Banshee thì hãy cẩn thận! Có thể, chúng đang báo hiệu cho bạn một điều không may gì đấy.